# بيتر كيز
بيتر كيز (بالإنجليزية: Peter Keys)‏ هو موسيقي أمريكي، ولد في 30 مايو 1965 في برلينغتون في الولايات المتحدة.

## وصلات خارجية
- بيتر كيز على موقع ميوزك برينز (الإنجليزية)
- بيتر كيز على موقع ديسكوغز (الإنجليزية)
- بيتر كيز على موقع ديسكوغز (الإنجليزية)